# Coana Chirița

Actorul Teodor Corban jucând în travesti rolul Coana Chirița

Coana Chirița, pe numele ei de scenă Chirița Bârzoi, este personajul principal și eponim al unei serii de comedii scrise de Vasile Alecsandri.
În aceste piese, coana Chirița este soția lui Grigore Bârzoi și mamă a trei copii: Aristița, Calipsița și Guliță. Acțiunea comediilor se concentrează în jurul protagonistei, care este o moșiereasă de la țară, incultă și grosolană, care dorește să pară o aristocrată educată, cu preocupări mondene și vorbitoare de limba franceză, pe care însă o stâlcește înfiorător.

## Modelul după care a fost croit personajul
Se păstrează o fotografie pe spatele căreia scriitorul Constantin Gane a făcut următoarea însemnare:
„Anastasia Greceanu, născută Balș, răsbunica mea după mamă, îngropată în biserica de la Valea Glodului (Șomuz în Suceava). E coana Chirița a lui Alecsandri. Se zice că acesta a venit la Pârăul Glodului și fiind rău primit a scris acele piese de teatru spre a se răzbuna. Numirile din piesă corespund cu ale copiilor ei: Guliță = Georges Greceanu, tatăl lui tante Helene Mavrodi, Calipsița = Canano, mama tantei Elleonora, Aristița = (nu se poate citi).
Constantin Gane cunoștea povestea de la mama sa, care era strănepoata Anastasiei Greceanu (1797-1859), soția vornicului Gheorghe Greceanu (1805-1851). Aceasta avea casa la Fălticeni, iar conacul moșiei la Vadul Glodului. În locuința de la Fălticeni se dădeau baluri multe, unde veneau tineri boieri din toate părțile, dornici de amuzamente și aventuri galante. Se prea poate ca la una dintre ele să fi luat parte și Vasile Alecsandri. Se spune chiar că Alecsandri, în tinerețea sa, ar fi cerut în căsătorie pe una dintre fiicele Anastasiei Greceanu, pe Canano, dar nu a fost bine primit, a fost chiar refuzat, pe motiv că ar fi un „scriitoraș” și un „coate-goale”. Ca răzbunare, el a scris piesele ce o aveau ca eroină principală pe Coana Chirița:
- Chirița în Iași sau două fete ș-o neneacă (1850),
- Chirița în provinție (1855),
- Chirița în voiagiu (1865),
- Chirița în balon (1875)

Anastasia Greceanu este înmormântată lângă biserica din Valea Glodului, alături de soțul său, vornicul Gheorghe Greceanu. În lăcașul de cult, se păstrează și azi o placă comemorativă dezvelită de către fiii celor doi în anul 1866.
Secolul al XIX-lea a marcat trecerea la o nouă viziune, tipic occidentală. Tocmai această înnoire a situat societatea românească în fața pericolului de pierdere a identității, din cauza tendinței de a imita cultura occidentală și de a neglija tezaurul cultural național. Ciclul Chirițelor reprezintă o formă de manifestare împotriva împrumuturilor fără fond.

## Interpretări în travesti
Primul interpret al Chiriței a fost Matei Millo, în travesti, la 5 august 1850 „Chirița în Iași sau două fete ș-o neneacă”, continuând din 8 aprilie 1852 cu „Chirița în provinție”. Tradiția interpretării în travesti a fost continuată de actorii Miluță Gheorghiu de la 1 septembrie 1930, Petru Ciubotaru (din 1990) și Teodor Corban (din 1997).

## Reluarea personajuluiChirițade către alți creatori
Tudor Mușatescu a scris o piesă nouă  în care incorpora personajele din piesele lui Alecsandri, publicată cu titlul  „Coana Chirița”, într-un volum cu 204 pagini, Editura Socec, 1930. Piesa a fost jucată la Teatrul Național, cu Sonia Cluceru, și publicată și în Biblioteca Teatrului Național (seria III) în 1943.
În 1969 Teatrul Național din București a reluat în viziunea regizorală inedită a lui Horea Popescu, adaptarea piesei Coana Chirița semnată de Tudor Mușatescu și Horea Popescu, din distribuție făcând parte Draga Olteanu Matei, Eugenia Popovici, Alexandru Giugaru, Dem Rădulescu, Florin Piersic și alții.

### Teatru radifonic
În anul 1984 a fost realizată o înregistrare cu piesa „Coana Chirița”, reprezentând o daptare radiofonică de Tudor Mușatescu și Horea Popescu după „Chirița în Provinție” de Vasile Alecsandri. Coloana sonoră consta din prelucrări muzicale de Paul Urmuzescu după Alexandru Flechtenmacher.

### Vodeviluri
Compozitorul Alexandru Flechtenmacher a reluat textele lui Alecsandri și le-a ilustrat muzical, în două vodeviluri:
- Coana Chirița sau două fete și-o neneacă, Vodevil, după V. Alecsandri
- Întoarcerea Coanei Chirița sau Coana Chirița în provincie, Vodevil, după V. Alecsandri, (1850 Iași)

### Filme
- Cucoana Chirița - film românesc apărut în anul 1987 în regia lui Mircea Drăgan, cu actorii Draga Olteanu Matei, Dem Rădulescu, Ileana Stana Ionescu, Ștefan Tapalagă, Cezara Dafinescu, Bianca Ionescu, Jean Constantin.[8]
- Chirița în Iași - film românesc apărut în anul 1988 în regia lui Mircea Drăgan, în care tot Draga Olteanu Matei a jucat rolul Chiriței.